# Bjarne Ness
Bjarne Ness (født 17. marts 1902 i Lademoen-bydelen i Trondheim, død 13. december 1927 i Paris) var en norsk tegner og maler.  
Ness døde som 25-årig; han var meget produktiv i sine sidste år, og både  Nasjonalgalleriet i Oslo og Trøndelag Kunstgalleri har arbejder af ham.
Efter endt skolegang fik han 1919 ansættelse ved jernbanen, 1923 i Kristiania og 1925 blev han dér optaget som elev på Kunstakademiet under Axel Revold, som 1927 skaffede Ness et rejsestipendium til Paris. Opholdet blev dog kort, idet han døde af tuberkulose efter blot en måned.
Det var også Revold der skaffede Ness en større udsmykningsopgave til gymnastiksalen på Østensjø skole i Oslo.
Januar 1927 var Seierherren vender hjem færdig; Ness døde december samme år.
"Bjarne Ness' veg" er en vej i Trondheim opkaldt efter ham.
| - 'Seierherren vender hjem' fra 1927 − Skitse og udsmykning - Maleri, skitse til vægmaleriet i gymnastiksalen Østensjø skole i Oslo, 1926-27 - Udsmykningen i gymnastiksalen |

| - 'Musikanten' − tegning og maleri - Musikanten, tegning 1927 - Musikanten, maleri 1927 |

| - Andre værker af Bjarne Ness - Selvportræt ved kaffebordet, 1924 - Flugten, 1926 - Gjøglerne, ('Jonglørerne'), 1926 - Fiolinisten (violinisten), 1927 |